# Estación de Vila das Aves
La Estación Ferroviaria de Vila das Aves, también conocida como Estación de Vila das Aves, es una plataforma ferroviaria de la Línea de Guimarães, que sirve a la parroquia de Vila das Aves, en el Distrito de Porto, en Portugal.

## Caracterización

### Localización y accesos
Se encuentra junto a la Calle del Centenario, en la localidad de Vila das Aves.

### Descripción física
En enero de 2011, contaba con 2 vías de circulación, con 221 y 219 metros de longitud; las respectivas plataformas tenían ambas 150 metros de extensión, y 90 centímetros de altura.

## Historia

### Inauguración
El tramo de la Línea de Guimarães entre Trofa y Vizela, donde esta estación se encuentra, fue construido por la Compañía del Camino de Hierro de Guimarães, habiendo entrado en servicio el 31 de  diciembre de 1883.